# Хуан Диас де Солис
Хуан Диас де Солис (на испански: Juan Díaz de Solís) е испански мореплавател и изследовател, смятан за първия европеец, който достига Рио де ла Плата.

## Ранни години (около 1470 – 1508)
Роден е около 1470 година в Лебриха, Испания, в семейство на търговец. Учи картография и много млад влиза във флота. През 1500 е в служба на Португалия и плава по африканските брегове. По-късно служи на Кастилската корона.

## Експедиционна дейност (1508 – 1516)

### Участие в експедицията на Висенте Янес Пинсон (1508 – 1509)
През 1505 г., след като завоюва доверието на испанските чиновници Висенте Пинсон е назначен за кмет на Сан Хуан на остров Пуерто Рико. Същата година получава субсидии от кралската хазна, но недостатъчни, за да погаси дълговете си към кредиторите за първото му плаване. Минават обаче още три години, преди да му се удаде да се освободи от кредиторите си и да предприеме ново плаване с цел търсене на морски проход от Атлантическия в Тихия океан.
За търсене на прохода е организирана експедиция с два кораба, втория под командването на Хуан Диас де Солис. В края на юли 1508 корабите отплават от Испания и след няколко месеца минават покрай южния бряг на Куба до нос Сан Антонио (най-западната точка на острова). От там корабите поемат на юг, достигат до открития през 1502 от Колумб остров Гуанаха (16°28′ с. ш. 85°53′ з. д. / 16.466667° с. ш. 85.883333° з. д.) и тръгват на запад. Пинсон дооткрива Хондураския залив и покрай северния бряг на Хондурас открива о-вите Ислас де ла Байя. От там флотилията продължава на север, открива цялото източно крайбрежие на п-ов Юкатан със заливите Четумал (18º 30` с.ш.), Еспириту Санто (19º 20` с.ш.) и Асунсион (19º 40` с.ш.). След това открива и проследява северното и западно крайбрежие на полуострова, южния бряг на залива Кампече и част от източното крайбрежие на Мексико до 23º 30` с.ш. По този начин са открити над 2700 км от бреговете на Юкатан и Мексиканския залив.

### Откриване бреговете на Аржентина (1515 – 1516)
През 1512 г., след смъртта на Америко Веспучи, за пилот-майор (главен лоцман) на Кастилия е назначен Хуан Диас де Солис. След като в Испания достига вестта за откриването на Тихия океан от Васко Нунес де Балбоа през 1513, Солис като главен пилот, прави проект за търсене на морски проток в „Южното море“ в южното полукълбо, на юг от Бразилия.
За тази цел испанското правителство организира експедиция с три кораба със 70 души екипаж и продоволствия за две години и половина и за неин ръководител е назначен Солис. Корабите отплават на 8 октомври 1515 и в края на годината достигат крайбрежието на Бразилия и продължават на юг. След 25° ю.ш. експедицията плава покрай неизвестни дотогава брегове и Солис няколко пъти слиза на сушата и обявява тези земи за испанско владение. По пътя на юг е открит остров Санта Катарина (27°36′ ю. ш. 48°29′ з. д. / 27.6° ю. ш. 48.483333° з. д.) и по брега продължава още 1000 км на югозапад. След това брегът рязко завива на запад и корабите на Солис през февруари 1516 година достигат до необозримо водно пространство с мътна и слабосолена вода. След като заобикаля носа, на който днес е построен град Монтевидео, брегът отново рязко завива на северозапад, и, след като изминава още около 200 км Солис се убеждава, че в тази част на континента се вливат две големи реки Уругвай и Парана. Тяхното общо устие получава названието Ла Плата.
Заедно с група моряци Солис слиза на брега, за да го обяви за испанско владение, но са нападнати от индианско племе обитаващо крайбрежието и всички загиват, с изключение на един моряк, който е оставен жив. Той по-късно, през 1526 година, снабдява експедицията на Себастиан Кабот с ценна информация за този район. След смъртта на Солис корабите се прибират в Испания, като един от тях претърпява корабокрушение покрай остров Санта Катарина и по-късно моряците са спасени от експедицията на Себастиан Кабот.